# Lusanda Ngoma
Lusanda Ngoma (21 de febrero de 1989) es un deportista sudafricano que compitió en judo. Ganó una medalla de bronce en el Campeonato Africano de Judo de 2012 en la categoría de –60 kg.

## Palmarés internacional
| Campeonato Africano | Campeonato Africano | Campeonato Africano | Campeonato Africano |
| Año                 | Lugar               | Medalla             | Categoría           |
| ------------------- | ------------------- | ------------------- | ------------------- |
| 2012                | Agadir (Marruecos)  | Medalla de bronce   | –60 kg              |